# 乌克兰反腐败专门检察院
反腐败专门检察院（烏克蘭語：Спеціалізована антикорупційна прокуратура，縮寫：САП）是乌克兰总检察长下属的专门从事反腐败案件侦查监督、公诉的检察机构。

## 历史
2015年欧盟要求乌克兰成立反腐败检察院，这是放宽对乌克兰签证的前提条件。2015年9月22日成立该检察院。2015年12月任命了第一任检察长纳扎尔·霍洛德尼茨基。2020年5月26日，乌克兰总检察长Iryna  Venediktova指控反腐败专门检察院检察长纳扎尔·霍洛德尼茨基及其下属不当履职、非法立案侦办政客等罪行。 2020年8月21日，纳扎尔·霍洛德尼茨基辞职，并在辞职公开信中指责反腐败专门检察院被“系统地政治上侵犯其独立办案地位、操控其工作结果。”